# Karawanken
Die Karawanken (slowenisch Karavanke) sind ein Gebirgsstock der Südlichen Kalkalpen. Entlang des Hauptkammes verläuft seit 1919/20 die Grenze zwischen dem österreichischen Bundesland Kärnten und der slowenischen Gorenjska (Oberkrain). Höchster Gipfel ist der Hochstuhl (slowenisch Veliki Stol) mit 2238 m ü. A.

## Landschaftliche Beschaffenheit
Die Berggruppe, die östliche Fortsetzung der Karnischen Alpen, hat eine Länge von ca. 120 km bei einer Breite von 20 bis 40 km. Die nördliche Begrenzung bildet das Rosental mit der Drau. Im Süden sind die Karawanken vom oberen Savetal begrenzt, im östlichen Teil schließen im Süden die Steiner Alpen an. Nach Osten schließt das Bachergebirge an. Der Gebirgsstock beginnt im Westen beim Grenzübergang Thörl-Maglern und führt über den Wurzenpass (1071 m ü. A.) zum Mittagskogel (2145 m ü. A.).
Im breiteren Bereich östlich des Bärentals teilen sich die Karawanken in zwei Kämme. Die nördliche Kette – die Karawankenvorberge, unter anderem mit dem Singerberg (1589 m) und dem Ferlacher Horn (1840 m ü. A.) – ist mit der Ausnahme des Hochobirs (2139 m ü. A.) und der Petzen (2126 m ü. A.) bewaldet und gehört tektonisch gesehen noch zu den Nördlichen Kalkalpen, wie auch die Gailtaler Alpen, obwohl beide südlich des Zentralalpenkamms liegen. Zur südlichen Kette, die auf der österreichischen Seite durchwegs steil abbricht, zählen u. a. der Hochstuhl (2238 m ü. A.), die Wertatscha (2180 m ü. A.), die Koschuta (2136 m ü. A.) und die Olševa (Ouschewa) (1930 m ü. A.), sie gehören tektonisch bereits zu den Südalpen.
Die augenfällige Furche zwischen den beiden Ketten repräsentiert – in Fortsetzung des Gailtals – die Periadriatische Naht und verläuft von St.Jakob-Rosenbach über den Krischnig-Sattel, den Eselsattel, Zell-Pfarre, den Schaidasattel, Ebriach und Remschenig nach Slowenien, wo sie sich über Koprivna (Koprein) und Bistra Richtung Slovenska Bistrica fortsetzt. In dieser Furche verlaufen auch der Südalpenweg, der Kärntner Grenzweg, der Panoramaweg Südalpen und der Julius Kugy Alpine Trail.

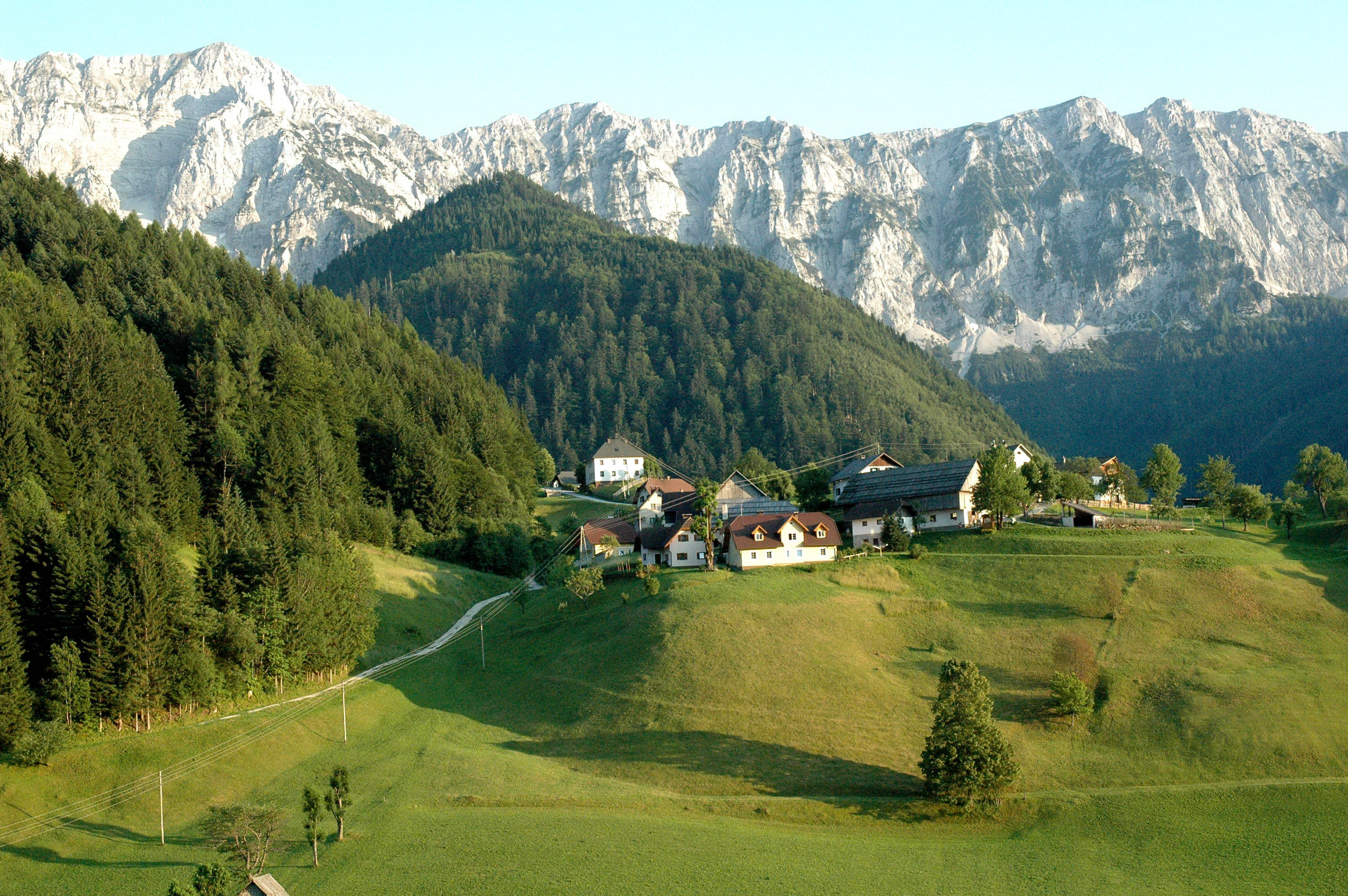
Nordseite: Koschuta bei Zell
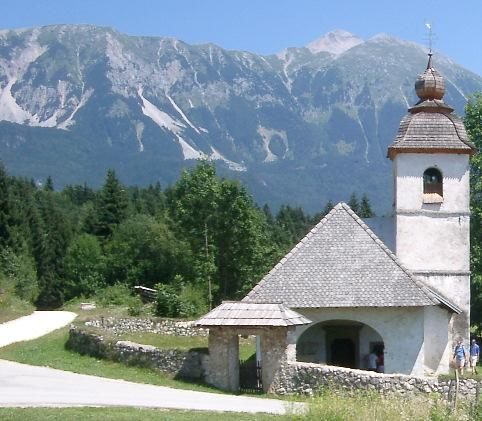
Südseite: Der Hochstuhl – höchster Gipfel des Massivs
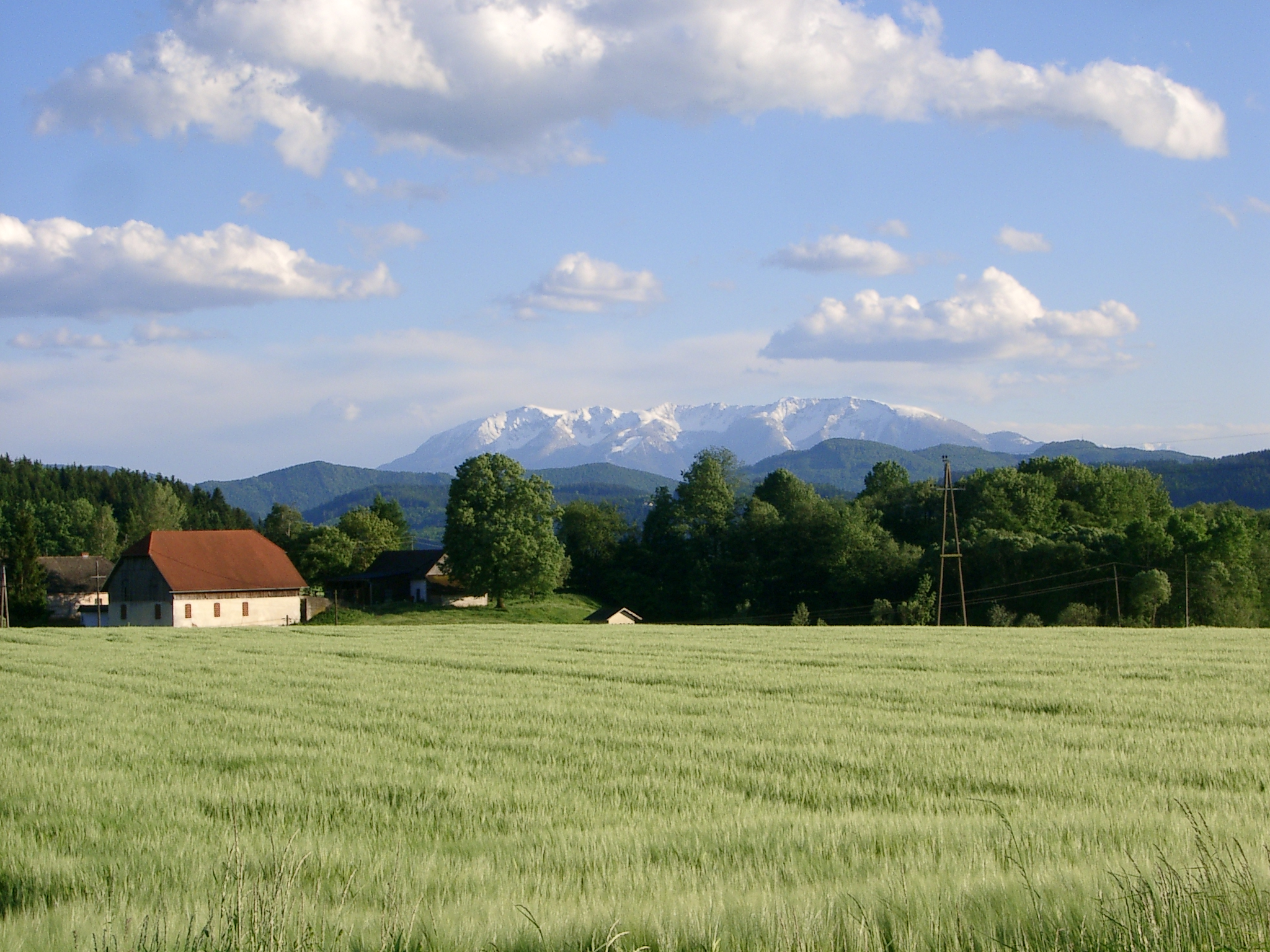
Ostseite: Blick auf die Petzen aus dem Lavanttal
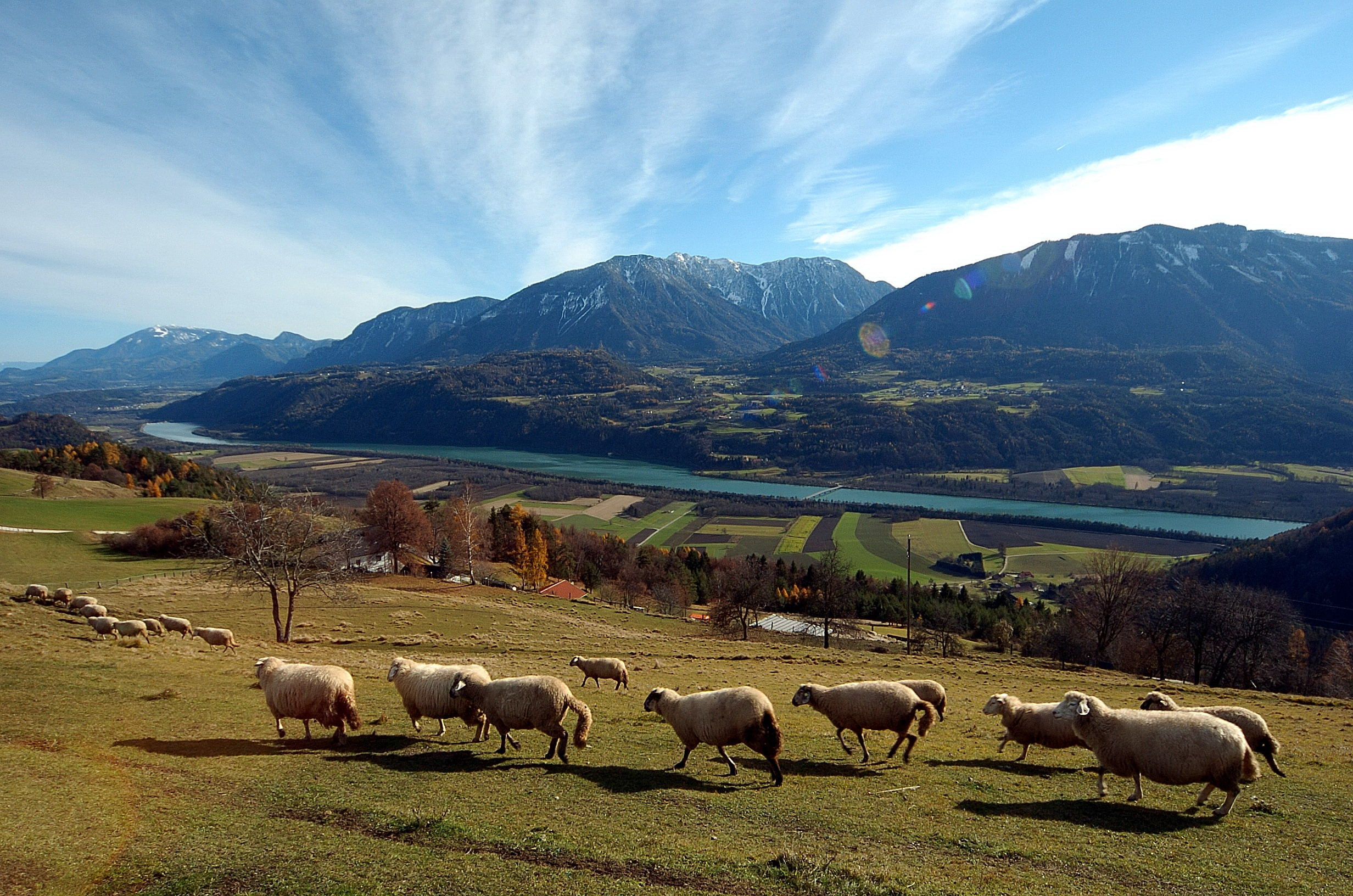
Karawankenvorberge (Petzen, Hochobir, Schwarzer Gupf) und Drautal von der Sattnitz aus

Blick vom Norden auf die Karawanken

## Klima

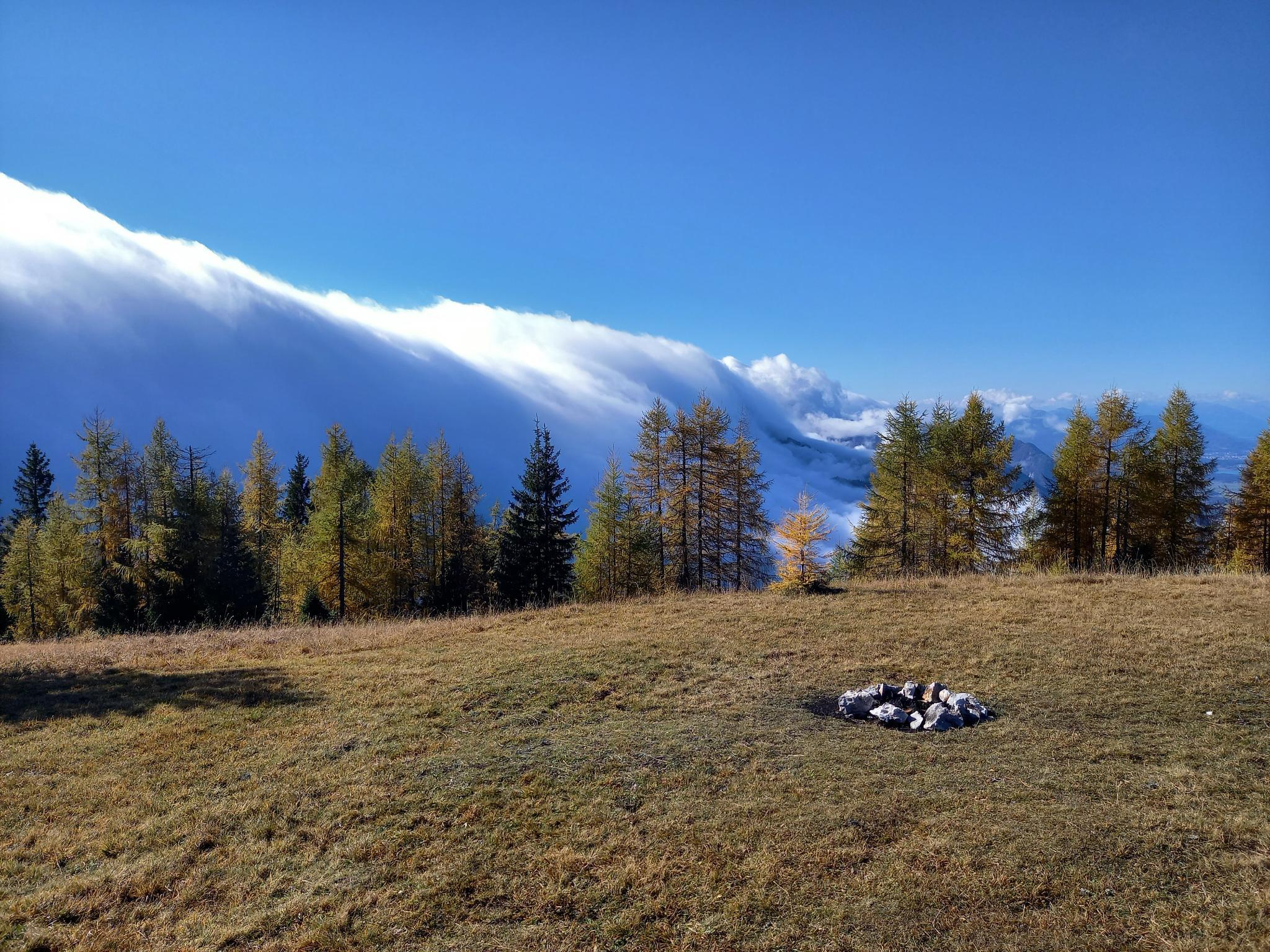
Föhnwalze bei Südstau

Die Karawanken liegen an der Grenze zwischen mitteleuropäischem und mediterranem Klima. Beiderseits liegen ausgeprägte Beckenlandschaften mit hoher Inversionsneigung. Niederschläge kommen überwiegend aus Südwesten, wobei Niederschläge häufig nördlich über die Karawanken hinausreichen. Auch Staulagen treten auf und bescheren dem Klagenfurter Becken Südföhn (regional als Jauk bezeichnet). Nördlich sind Juni und Oktober am niederschlagsreichsten, südlich Oktober und November. Die schroffen Nordseiten bewirken stellenweise sehr geringe Sonneneinstrahlung. Die winterlichen Schneemengen gelten als hoch.

## Geschichte

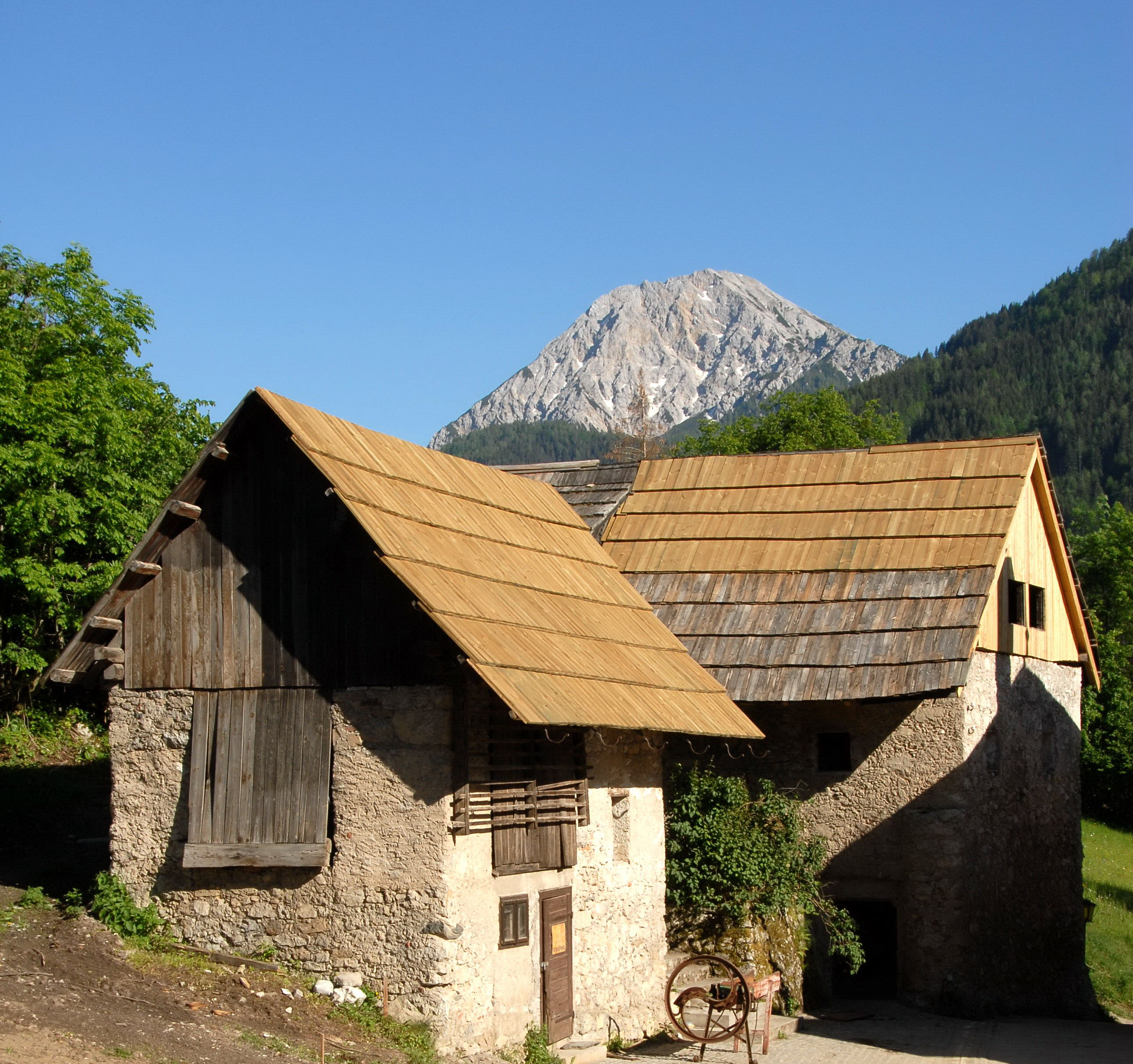
Historisches Südkärntner Gehöft in typischer Brettldeckung, westliche Karawanken vor dem Mittagskogel

Die Bezeichnung Karawanken ist bereits in antiken Quellen überliefert. Claudius Ptolemäus bezeichnet das Grenzgebirge zwischen Italien und Norikum 150 n. Chr. als Karwankas. Die Bezeichnung ist vermutlich vom keltischen karv, deutsch ‚Hirsch‘, lateinisch cervus abgeleitet. Bis heute hat sich dieser Wortsinn im Namen für die Koschuta (slow. košuta), der Hirschkuh, erhalten. Die Karawanken sind seit jeher ein politisches Grenzgebirge, dessen südlicher und nördlicher Teil traditionellerweise zum slowenischen Sprachgebiet, wenn auch in unterschiedlicher dialektaler Form, gehört. Ein weiterer früher Beleg als politische Grenze ist die Gebietsteilung im Fränkischen Reich, wo der südliche Teil der Mark Friaul und der nördliche der Ostmark zugewiesen war. Seit dem Hochmittelalter hat sich die Karawankengrenze gegenüber Krain / SHS / Jugoslawien / Slowenien bis auf eine kurzzeitige Ausnahme im 19. Jahrhundert und der Grenzziehung nach dem Ersten Weltkrieg nicht mehr verändert. Das auf der südlichen Seite liegende Seeland / Jezersko kam 1919 ohne Volksabstimmung an den SHS-Staat. 1926 wurden im Abstand von 50 und 100 m von einer bilateralen Kommission Grenzsteine aufgestellt, wobei auf der österreichischen Seite ein „Oe“ eingemeißelt ist. Das „Yu“ auf der slowenischen Seite wurde ab 1991 unkenntlich gemacht.
Beim Blick auf österreichische als auch slowenische Wanderkarten fällt oft eine ausgeprägte wechselseitige Vereinnahmung der topographischen Bezeichnungen auf. In österreichischen Kartenwerken finden sich seit dem letzten Drittel des 19. Jahrhunderts nur mehr künstlich eingeführte deutsche Namen. Die topographische Germanisierung wurde später vor allem vom Reiseführer-Autor Ludwig Jahne und dem Historiker Martin Wutte forciert, wobei ähnlich wie in Südtirol vorgegangen wurde, wo Ettore Tolomei die eingestammten deutschsüdtiroler Namen italianisierte. Erfolglose Eindeutschungsversuche in den Karawanken waren Zinnewand anstelle von Vertatscha / Rtača, Gaisberg statt Kosiak oder Hirschwand statt Koschuta / Košuta. Erfolgreich war man beim Hochstuhl, früher (Veliki) Stol / Stou oder den vielen Kogel-Namen, dem Frauenkogel früher Baba, dem Rosenkogel / Rožica und dem Kahlkogel / Golica. Gegenwärtig setzen sich zunehmend Karten mit deutsch-slowenischen Doppelbezeichnungen durch.

## Übergänge und Gipfel
Dass die Karawanken und Karnischen Alpen seit mehr als 2000 Jahren eine nahezu geradlinig verlaufende politische Grenze bilden, liegt neben ihrer Geschlossenheit mit wenigen, meist hochliegenden Grenzübergängen auch an den klimatischen Erscheinungen. Sie bilden die Luvseite für oft starke Herbstniederschläge. Bis in jüngste Zeit waren die Pässe durch frühen Schnee oft über Monate geschlossen. In den Karawanken folgen 84 Prozent der Grenze einer Hauptwasserscheide.
Seit der Antike sind der Wurzenpass (19 % Steigung), der Loiblpass (24 %) und der Seebergsattel (12 %) die drei traditionellen Verkehrswege. Bis zu ihrem Ausbau in der Nachkriegszeit bildeten sie eine Herausforderung für die Automobilisten. Während der Sommermonate ist auch der Paulitschsattel befahrbar. In der Gegenwart sind zu den Passstrecken auch die Karawankentunnel (Autobahntunnel und Eisenbahntunnel) als wichtige Grenzübergänge getreten.
Bedeutende Gipfel sind (von West nach Ost) das Dreiländereck (Peč), der Mittagskogel (Kepa), der Hochstuhl (Veliki Stol), der Koschutnikturm (Košutnik), der Hochobir (Obir) sowie die Petzen (Peca).
Weitere Gipfel:
- Matschacher Gupf 1691 m ü. A.
- Bärntaler Kotschna 1944 m ü. A.
- Sinacher Gupf 1557 m ü. A.
- Singerberg 1589 m ü. A.
- Kosiak 2024 m ü. A.
- Vertatscha 2180 m ü. A.
- Loibler Baba 1969 m ü. A.
- Ferlacher Horn 1840 m ü. A.
- Sechter 1449 m ü. A.
- Matzen 1627 m ü. A.
- Freiberg 1923 m ü. A.
- Schwarzer Gupf 1688 m ü. A.
- Kuhberg 2026 m ü. A.
- Kleinobir 1948 m ü. A.
- Weinasch 2104 m ü. A.
- Kahlkogel 1834 m ü. A.
- Frauenkogel 1892 m ü. A.

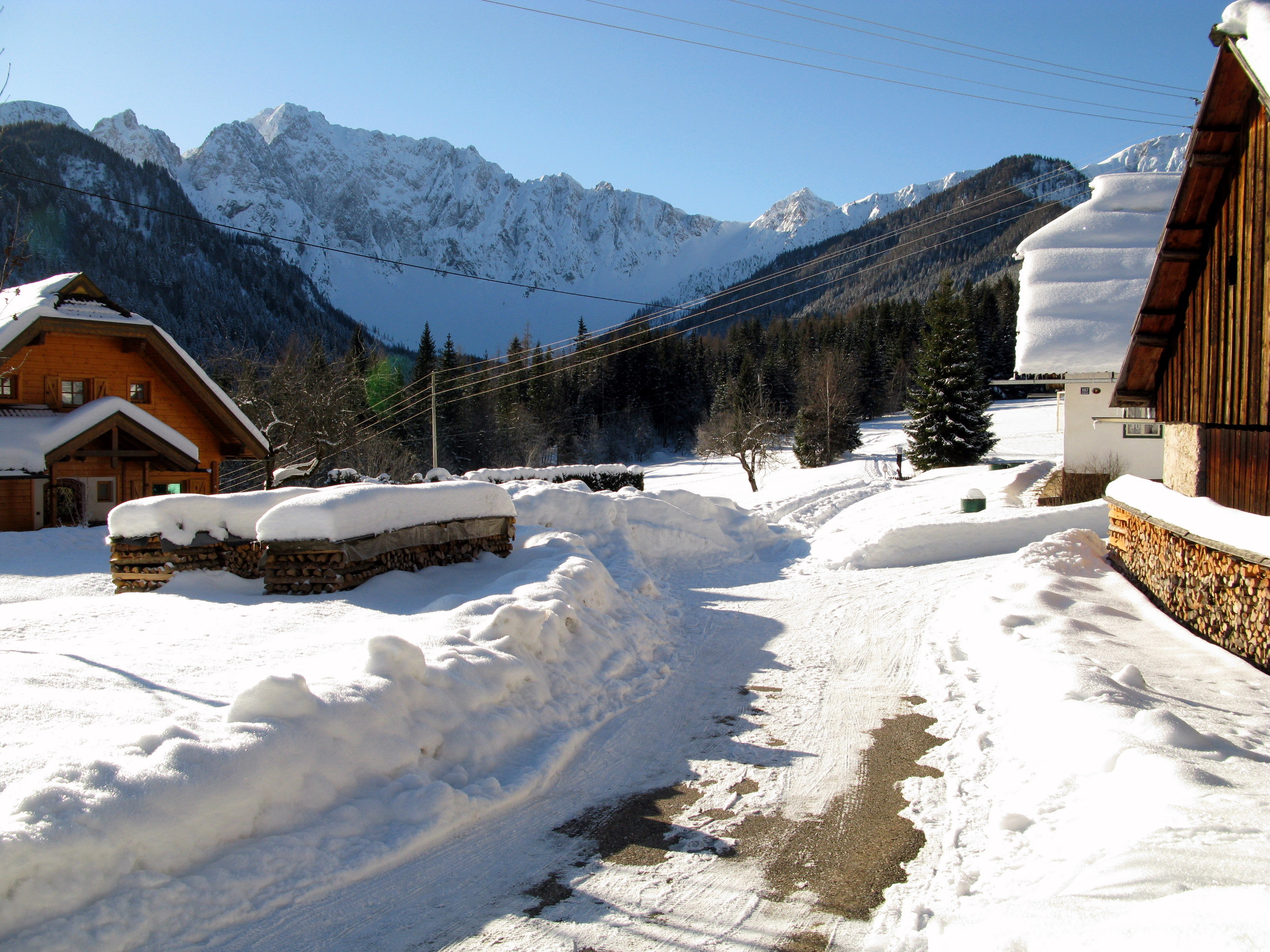
Das Bodental, ein Hochtal bei Ferlach

- Techantinger Mittagskogel 1932 m ü. A.
- Mallestiger Mittagskogel 1801 m ü. A.
- Schwarzkogel 1836 m ü. A.
- Ferlacher Spitze 1742 m ü. A.
- Kapellenberg 1226 m ü. A.
- Großer Muschenig 1021 m ü. A.
- Bielschitza 1959 m ü. A.
- Klagenfurter Spitze 2103 m ü. A.
- Edelweiß-Spitze 1995 m ü. A.
- Selenitza 2026 m ü. A.
- Rjautza 1789 m ü. A.
- Neuberg 1368 m ü. A.
- Rabenberg 1465 m ü. A.
- Begunschtschitza 2060 m ü. A.
- Hochturm 2080 m ü. A.
- Dicke Koschuta 2059 m ü. A.
- Welzespitze (Wilze) 1799 m ü. A.
- Jauernikgupf 1690 m ü. A.
- Kärntner Storschitz 1759 m ü. A.
- Ursulaberg 1699 m ü. A.
- Mali vrh 2017 m ü. A.

Als Berghütten sind die Bertahütte, die Klagenfurter Hütte, das Koschutahaus, die Eisenkappler Hütte, die Prešerenhütte, der Dom na Uršlji gori (Ursulaberghaus) und die Hütte ober der Arichwand zu nennen. Mehrere dieser Hütten liegen entlang des Südalpenwegs, der die Karawanken von Ost nach West durchläuft.